# Kovkost
Kovkost je osobina kovina (metala). Sposobnost je metala da se dadu obrađivati kovanjem odnosno tlačenjem, a da pri tome ne pucaju.
Većina metala dade se obrađivati kovanjem. Druge metode obrade obuhvaćene ovim pojmom su izvlačenje u žice može ili valjanje u folije.
Izvlačenjem u žice izrađuju se električni i telefonski vodovi. Valjanjem u folije izrađuju se npr. aluminijske folije koje se koriste u domaćinstvu.